# Louis Carl Frederik Lütken
Louis Carl Frederik Lütken, född den 19 april 1863 i Köpenhamn, död den 27 juni 1918 i Roskilde, var en dansk militär.
Lütken blev officer vid infanteriet 1884, generalstabsofficer 1895, överste och regementschef 1910 och generalmajor och chef för 3:e divisionen 1917. Lütken var 1905–1909 chef för krigsministeriets 1:a departement och förhandlade 1902–1907 med tyska generalstaben om Danmarks ställning under ett kommande krig, vilka förhandlingar sedan kom att inverka på 1909 års danska försvarsordning.

## Utmärkelser
- Riddare av Dannebrogorden,  1906[2]
- Dannebrogsmännens hederstecken,  1909[2]
- Kommendör av Dannebrogorden,  1918[2]

[Redigera Wikidata]